# A Little More Love
A Little More Love è un singolo del 1992 della cantautrice britannica Lisa Stansfield estratto dall'album Real Love.

## Classifiche
| Classifica (1992) | Posizione massima |
| ----------------- | ----------------- |
| Stati Uniti (R&B) | 30                |